# Тюркляр
Тюркляр (азерб. Türklər) — село в Лачинском районе Азербайджана.

## География
Расположено к юго-востоку от районного центра города Лачин.

## История
Населённый пункт был заселён семьями, переселившимися из села Бабайлы Зангиланского района. В XIX веке деревня была зарегистрирована как Бабайлы. На территории села рядом с кладбищем «Тюркляр» находилось зимовье, принадлежащее селу Бабайлы. Позже селение получило название «Тюркляр».
Согласно сельскохозяйственной переписи 1921 года Тюркляр являлся отсёлком села Сеидляр-Ехин Кубатлинского уезда Азербайджанской ССР, вместе с которым имел население 229 человек (63 хозяйства), преобладающая национальность — курды.
По данным издания «Административное деление АССР», подготовленного в 1933 году Управлением народно-хозяйственного учёта Азербайджанской ССР (АзНХУ) село Тюркляр входило в Джафарабадский сельсовет Лачинского района Азербайджанской ССР.
В ходе Карабахской войны в 1992 году село перешло под контроль непризнанной Нагорно-Карабахской Республики и согласно её административно-территориальному делению, располагалось в Кашатагском районе НКР.
9 ноября 2020 года по итогам Второй Карабахской войны и соглашения о прекращении огня в Нагорном Карабахе президент Азербайджана Ильхам Алиев объявил о взятии азербайджанской армией под контроль села Тюркляр.

## Экономика
Основной отраслью хозяйства было животноводство.